# 石栗
石栗（學名：Aleurites moluccana），別稱燭果樹、黑桐油樹、鐵桐、油果、檢果、海胡桃、南洋石栗、燭栗等，為大戟科石栗屬常绿阔叶乔木。

## 形態
石栗是一種常綠喬木，高达10米。樹皮暗灰色，淺縱裂至近乎光滑。小枝有星状细毛或绒毛。葉卵形至披針形或阔菱形，互生，頂端長有兩枚淺紅色杯狀腺點，葉背灰白色，葉雙面被短柔毛，葉成長後表面禿淨，長10-20厘米，闊5-17厘米，葉柄長6-12厘米，全缘或3-7淺裂。花為聚伞花序，花乳白色至乳黃色，單性，雌雄同株，同序或異序，花序分枝及花梗披短柔毛或銹色星狀毛，花萼上具絨毛不規則3裂，裂片鑷合狀，花瓣5片呈倒卵狀披針形，長8毫米，雄蕊15-20生於披毛而隆起的花托上。果為核果卵形，披銹色星狀毛，
肉質，具木質種皮，堅硬如石，直徑5-6厘米。種子1-2顆，圓球狀側扁，含油分。
花期4-10月，果期10-12月。

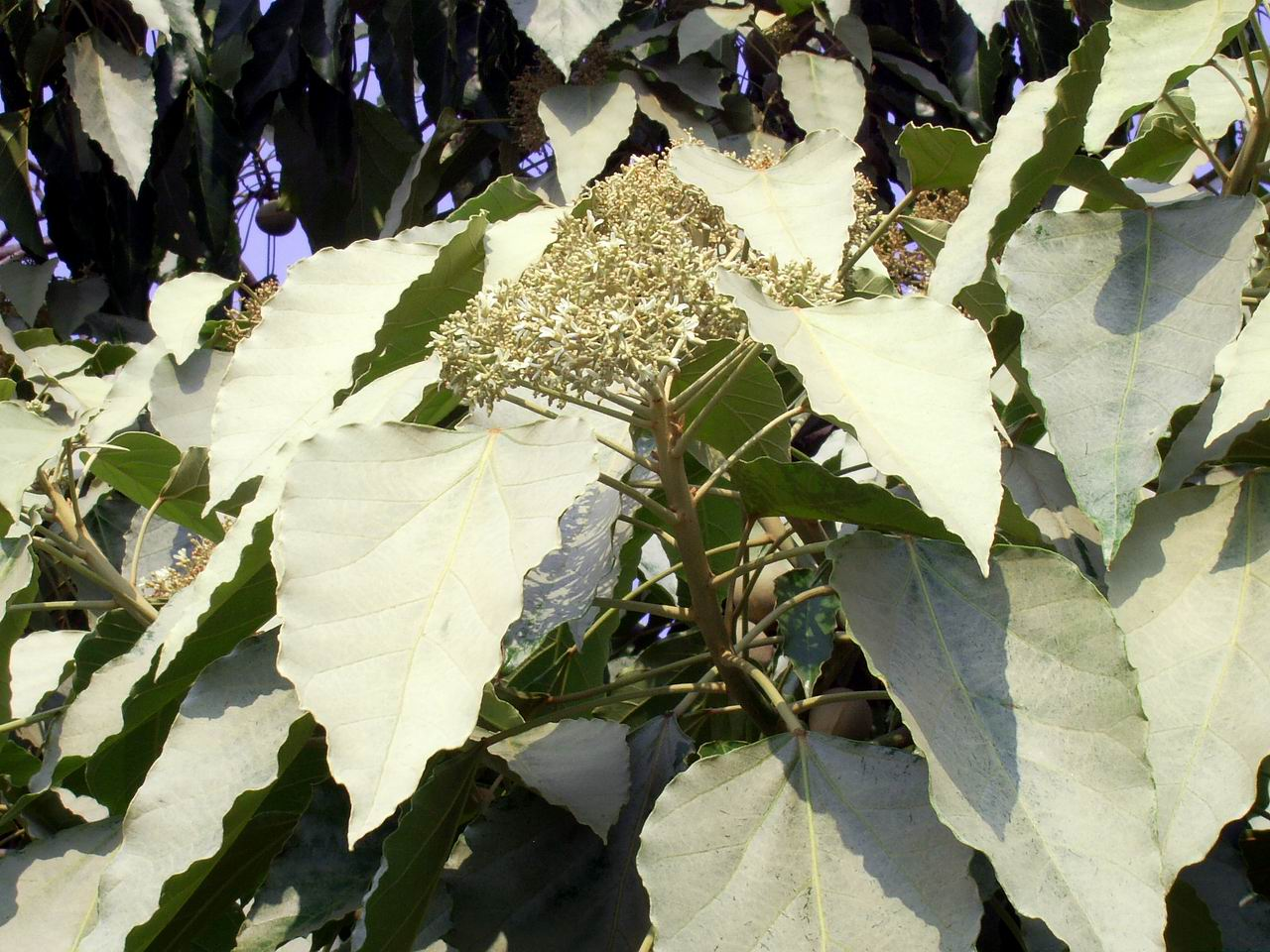
石栗花
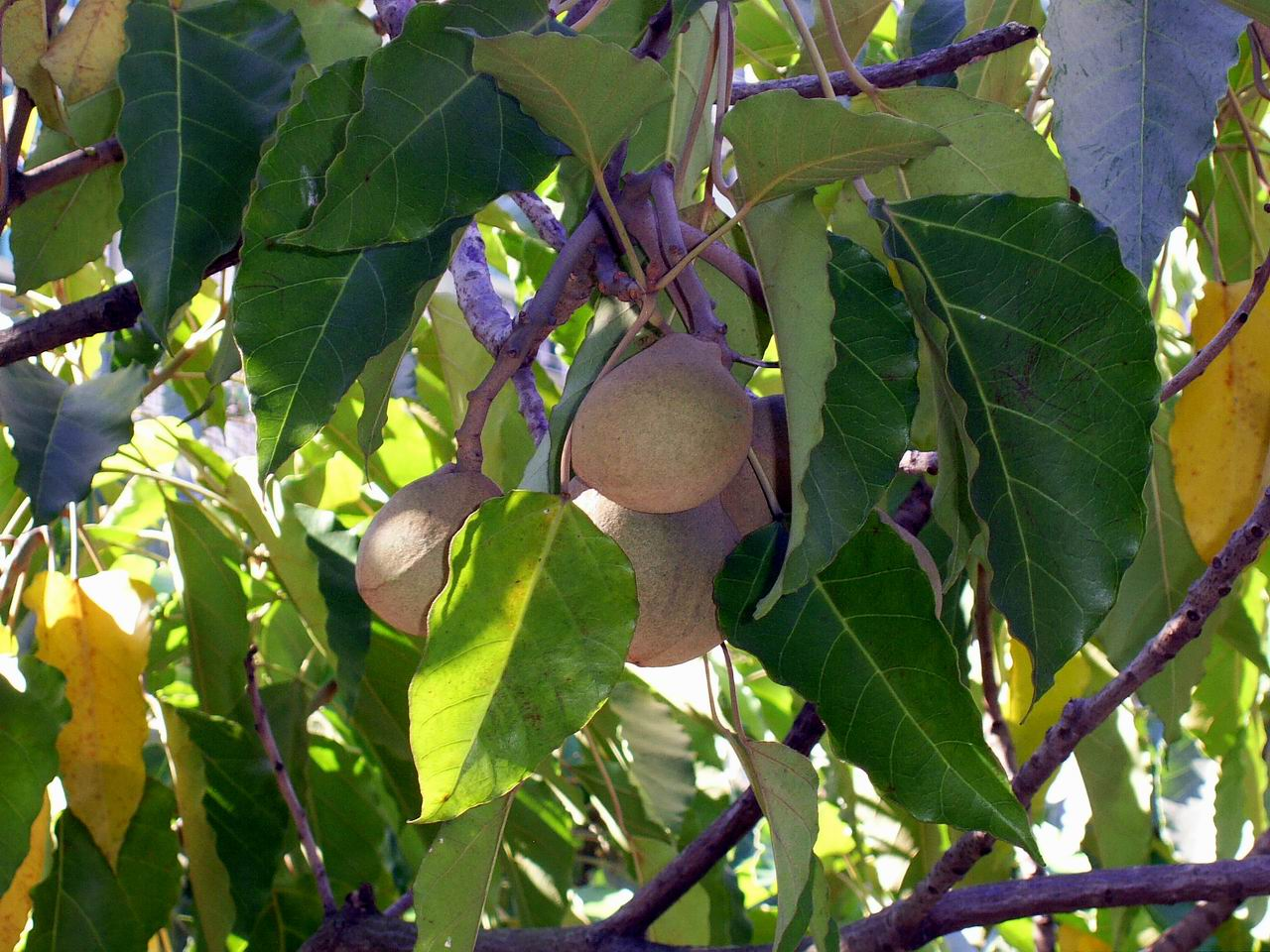
石栗果

## 分布
原生於馬來西亞及波里尼西亞等地，現分佈於廣東、廣西、雲南；越南，泰國，馬來西亞，印度，1903年由柳本通義氏從越南引進致台灣。因果實形狀貌似栗子，堅硬如石因而得名。

## 種植
喜日光充足，土壤肥沃及排水良好的沙壤土，能抗乾旱但不耐寒，枝條抗風性弱易風折。主要以播種及扞插法繁殖。

## 用途
因石栗樹生長迅速，樹幹挺直，樹冠寬廣濃密有良好遮蔭效果，對市區的適應能力強，多作為市區的觀賞樹或行道樹。果實含油量達65-70%，所榨取的油分可供製作油漆、肥皂、蠟燭等工業的原料，油分還可用作生物燃料供汽車直接使用。油分還被利用作木材防腐、肥皂、燈油燃料及蠟染工藝。印尼人會將處理過的堅果拿來煮咖哩。
樹皮可減輕痢疾。果肉可食烤烘後味如花生，可作緩瀉劑，進食過量可引致腹瀉和嘔吐。在印尼油份被用作治療頭髮脫落、皮膚硬繭和便秘。搗成漿狀核仁和煮過的葉子可用作治療頭痛、潰瘍和關節腫大、具通經清淤熱、腹瀉等功效。新鮮的堅果含氫氰酸與微量毒蛋白質，有毒。

## 外部連結
- 石栗, Shili （页面存档备份，存于） 藥用植物圖像數據庫 (香港浸會大學中醫藥學院) （繁體中文）（英文）